# БУНТ
«БУНТ» — білоруський незареєстрований молодіжний рух спротиву, що виник після президентських виборів у Білорусі 2006 року і знаходиться у опозиції до режиму Лукашенка. Молодіжний рух відноситься критично до традиційної партійної опозиції Білорусі — Білоруського Народного Фронту, Об'єднаної Громадянської Партії. Активісти руху Кристіна Шатікова і Денис Денисов були членами Об'єднаної громадянської партії.
Молодіжний рух відзначився влітку у Вітебську, коли було затримано декілька дівчат та хлопців, що приїхали на свято присвячене Василю Бикову. Вони розповсюджували листівки, Кристіна Шатікова підняла біло-червоно-білий прапор на освітлювальній вежі поблизу амфітеатру Слов'янського базару, вивішували саморобні плакати з написами «Бунт». Через декілька днів в Гродно на парканах з'являлися написи «Бунт». Декілька активістів було затримано з біло-червоно-білими прапорами та листівками в Санкт-Петербурзі під час саміту Великої вісімки. 25 липня 2006 року навпроти Академії управління при Президентові Республіки Білорусь пройшла акція молоді проти затримання активіста організації Дениса Денисова. Після обшуків на квартирах учасників руху та декількох затримань міліцією влітку 2006 року про акції організації нічого невідомо.
Навесні 2008 року один з активістів руху, Антон Койпиш був оштрафований на 3,5 млн білоруських рублів під час справи 14-ти.
Політичними цілями рух ставив:
1. Усунення від влади Олександра Лукашенка
2. Білорусизація усіх сфер білоруського суспільства
3. Скасування системи розподілу молодих спеціалістів
4. Контрактна армія
5. Зменшення податків
6. Переорієнтація міжнародного курсу країни на Захід
7. Повернення біло-червоно-білого прапора і герба Погоні як державних символів Білорусі.